# Ли Чхоль Мён
Ли Чхоль Мён (кор. 리철명?, 李哲敏?; 18 февраля 1988, Пхеньян, КНДР) — северокорейский футболист, полузащитник клуба «Пхеньян» и сборной КНДР.

## Карьера

### Клубная
С 2005 по 2006 год выступал в клубе «Муёк». С 2006 года выступает в Северокорейской лиге за столичный клуб «Пхеньян», который становился чемпионом страны в 2007 году.

### В сборной
Выступал за юношескую (до 17 лет) и молодёжную (до 20 лет) сборные КНДР. В составе юношеской сборной участвовал в проходившем в Перу финальном турнире чемпионата мира (до 17 лет) 2005 года, где провёл 3 матча. В составе молодёжной сборной участвовал в проходившем в Канаде финальном турнире чемпионата мира (до 20 лет) 2007 года, сыграл в 3 встречах команды. Помимо этого, выступал за сборную КНДР до 23 лет, в её составе участвовал в отборочном турнире к Олимпийским играм 2008 года.
В составе национальной сборной КНДР дебютировал 21 октября 2007 года в проходившем в Улан-Баторе матче отборочного турнира к чемпионату мира 2010 года против сборной Монголии, всего провёл в том розыгрыше 2 встречи.
В 2010 году Ли был включён в заявку команды на финальный турнир чемпионата мира в ЮАР, где, однако, не сыграл ни разу.

## Достижения

### Командные
«Пхеньян»
Чемпион КНДР: (1)
- 2007